# Melissa officinalis
La melisa, sándalo, limoncillo, menta melisa, hoja de limón o toronjil (Melissa officinalis) es una hierba perenne de la familia de las lamiáceas, nativa del sur de Europa y de la región mediterránea. Apreciada por su fuerte aroma a limón, se utiliza en infusión como tranquilizante natural, y su aceite esencial se aprovecha en perfumería.

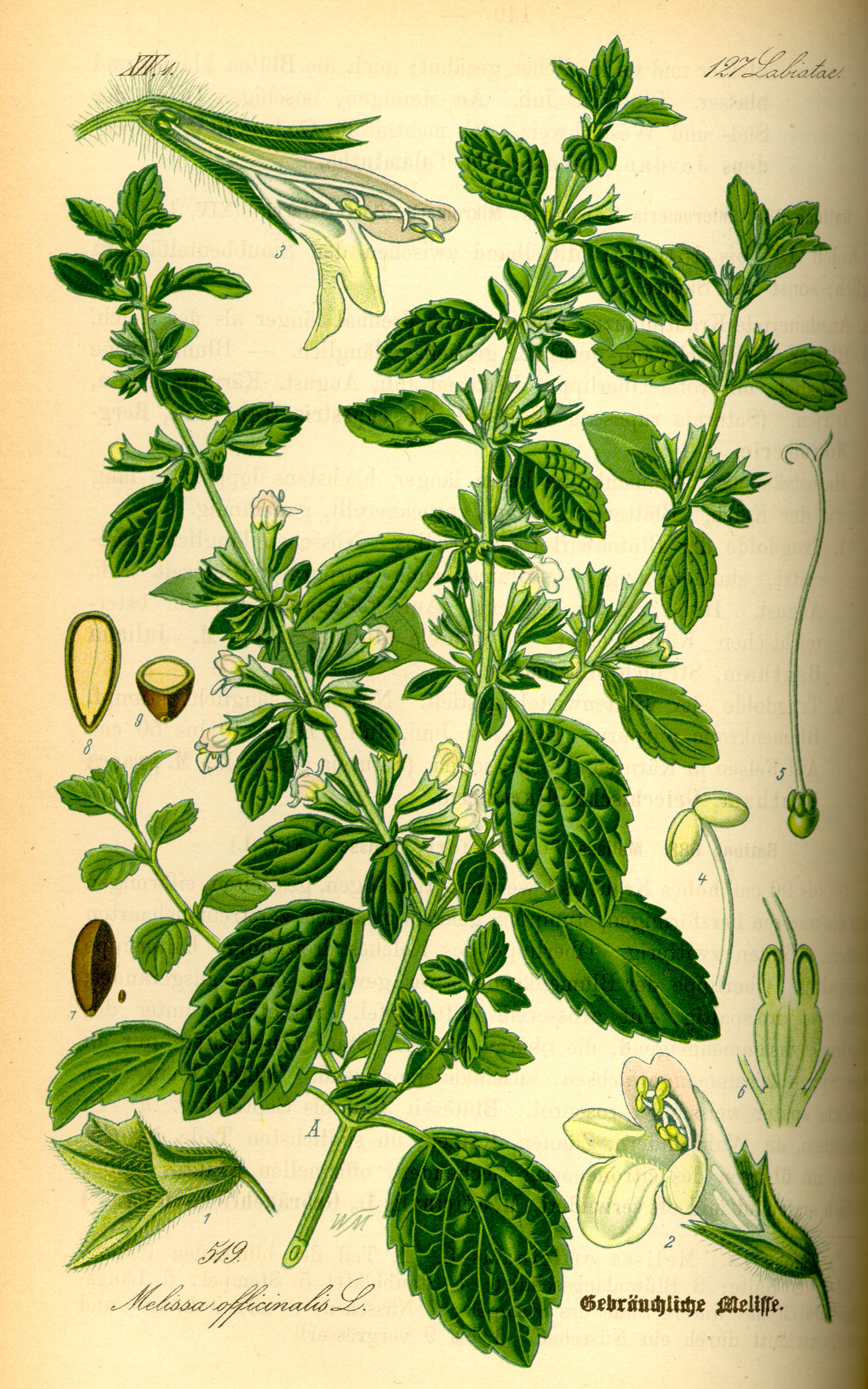
Ilustración

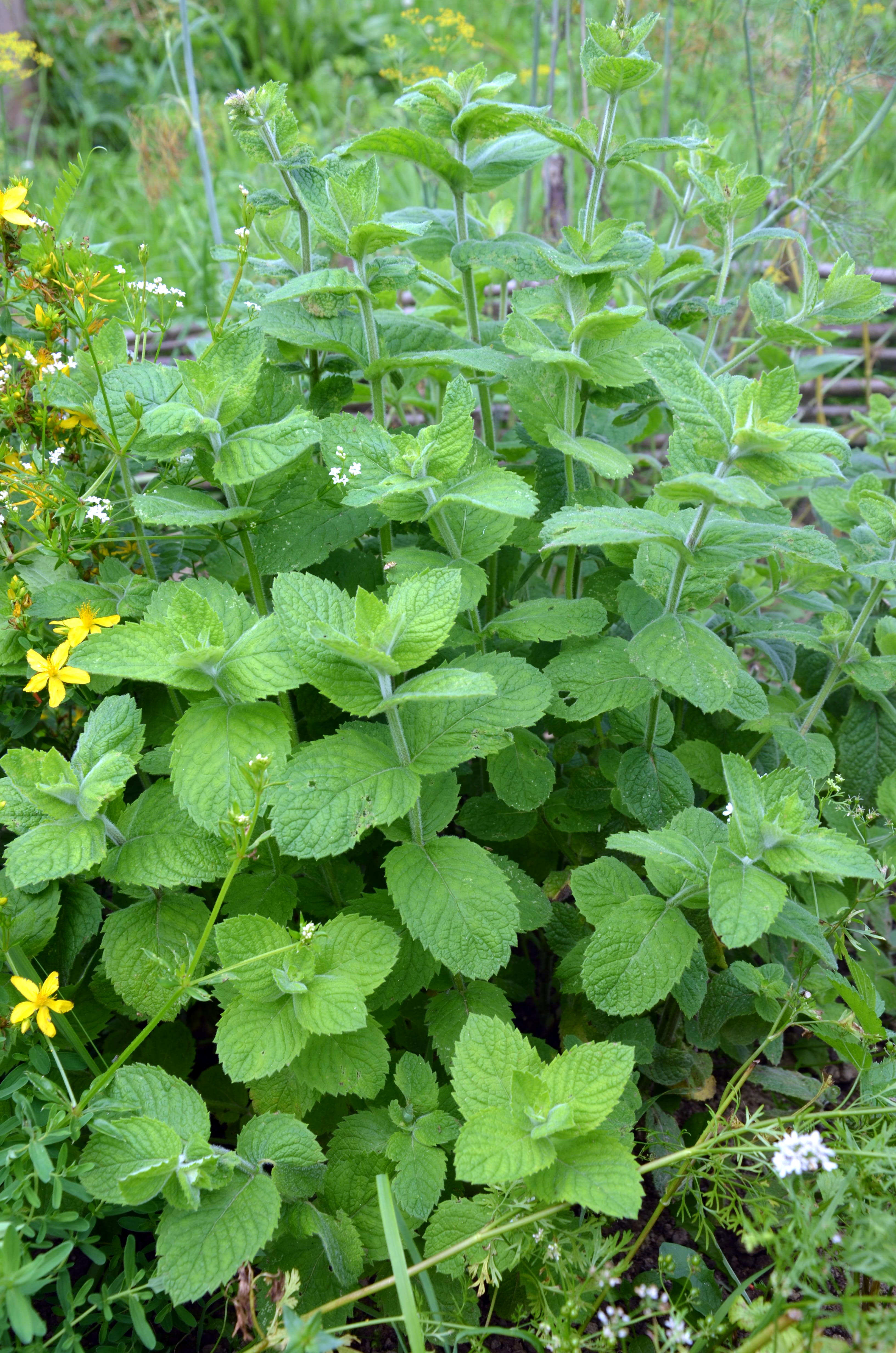
Hojas

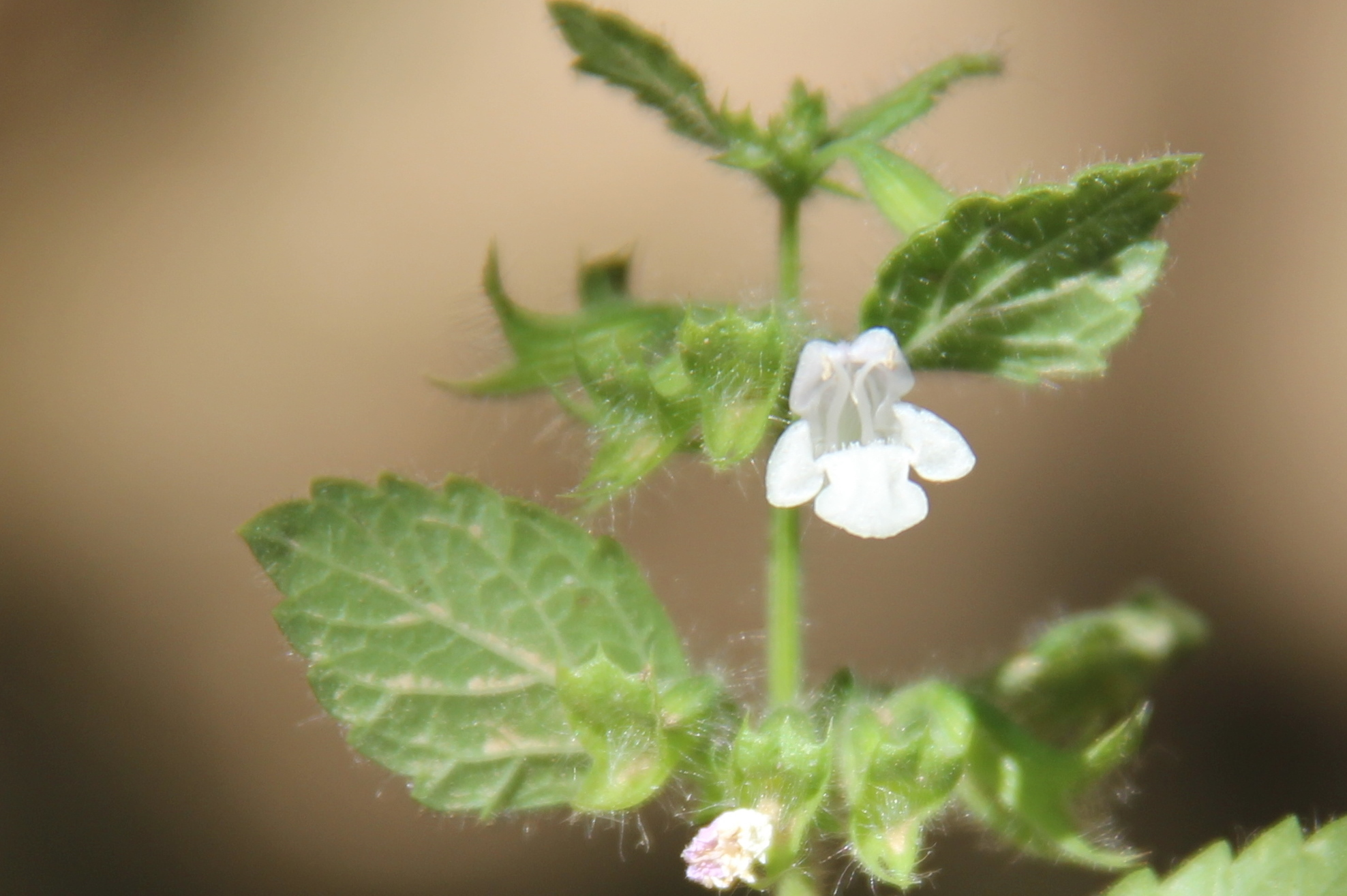
Flor

## Descripción
Melissa officinalis es una hierba perenne, hemicriptófita, con los tallos herbáceos rastreros, ligeramente lignificados en la base, de sección cuadrangular y hasta casi un metro de altura. Presenta hojas opuestas, claramente pecioladas, de hasta 9 × 7 cm, con el limbo ovado y el margen dentado, de color verde intenso, con la superficie pilosa.
En verano florece, dando lugar a flores primeras, pedunculadas, dispuestas en verticilastros, con el cáliz de hasta 1,2 cm, bilabiado, tubular, y la corola blanquecina, también en tubo abierto con dos labios cortos. Los estambres son cuatro, didínamos, fusionados con la corola. El ovario es súpero. Son ricas en néctar, atrayendo polinizadores himenópteros, a lo que deben su nombre (melissa significa “abeja melífera” en griego). El fruto es una legumbre tetraseminada.

## Hábitat y distribución
La melisa es originaria de la cuenca del Mar Mediterráneo. Difundida por el cultivo, se ha naturalizado en toda la Europa templada. Crece de forma silvestre en prados húmedos, claros de bosque, a la vera de los ríos o en setos y campos cultivados, sobre suelos ricos en materia orgánica.
Nace principalmente en suelos arcillosos, bien drenados, que retienen el agua y los nutrientes. las raíces de esta planta suelen ir hacia abajo buscando aireación; no es exigente en materia de sol. Salvo en climas cálidos, pierde el ramaje en invierno, volviendo a brotar a comienzos de primavera.

## Propiedades
Las partes herbáceas poseen un intenso aroma a limón cuando se machacan, debido a su contenido en terpenos, citronella, citronelol, citral y geraniol. Se utilizan en aromaterapia.
Se le atribuyen propiedades antispasmódicas; se emplea en la reanimación de desmayados y como calmante natural. Se consume sobre todo en infusión ligera.

### Propiedades medicinales
Se utiliza como repelente de mosquitos, sin afectar a mascotas, niños ni bebés.
Actúa sobre el sistema nervioso, nos ayuda a bajar el estres y a descansar mejor. Es digestiva, carminativa y antiespasmódica.

## Usos
El toronjil o limoncillo es utilizado en algunos dentífricos, debido a sus propiedades antisépticas y aromáticas. En Argentina es uno de los "yuyos" (hierbas) con los que en muchas ocasiones se aromatiza el mate bebido con bombilla.

## Química
El bálsamo de limón contiene eugenol, taninos y terpenos. Melissa officinalis también contiene 1-octen-3-ol, 10-alfa-cadinol, 3-octanol, 3-octanona, alfa-cubebeno, alfa-humuleno, beta-bourboneno, ácido cafeico, cariofileno, óxido de cariofileno, catequineno, ácido clorogénico, cis-3-hexenol, cis-ocimeno, citral A, citral B, citronellal, copaeno, delta-cadineno, acetato de eugenilo, gamma-cadineno, geranial, geraniol, acetato de geranilo, germacreno D, isogeranial, linalool, luteolin-7-glucosido, methylheptenono, neral, nerol, octil benzoato, ácido oleanólico, ácido pomólico, ácido protocatéquico, rhamnazina, ácido rosmarínico o ácido rosmarínino, estaquiosa, ácido succinico, timol, trans-ocimene y ácido ursólico.  El bálsamo de las flores contiene harmina.

## Taxonomía
Melissa officinalis fue descrita por Carlos Linneo y publicado en Species Plantarum 2: 592. 1753.
Sinonimia
Esta especie ha sido designada con otros nombres científicos a lo largo de la historia que se consideran sinónimos:
- Mutelia officinalis (L.) Gren. ex Mutel, Fl. Franç., Suppl.: 87 (1838).
- Faucibarba officinalis (L.) Dulac, Fl. Hautes-Pyrénées: 402 (1867).
- Thymus melissa E.H.L.Krause in J.Sturm, Deutschl. Fl., ed. 2, 11: 117 (1903).

subsp. altissima (Sm.) Arcang., Comp. Fl. Ital., ed. 2: 427 (1894). del sur de Europa al Cáucaso.
- Melissa altissima Sm. in J.Sibthorp & J.E.Smith, Fl. Graec. Prodr. 1: 423 (1809).
- Melissa officinalis subvar. altissima (Sm.) Nyman, Consp. Fl. Eur.: 587 (1881).
- Melissa romana Mill., Gard. Dict. ed. 8: 2 (1768).
- Melissa officinalis var. romana (Mill.) Woodv., Med. Bot. 3: 398 (1792).
- Melissa bicornis Klokov, in Fl. RSS Ukr. 9: 659 (1960).

subsp. inodora Bornm., Beih. Bot. Centralbl. 31(2): 250 (1914). Del este del Mediterráneo al este de Irak.
- Melissa inodora Bornm., Verh. K. K. Zool.-Bot. Ges. Wien 48: 617 (1898), nom. illeg.

subsp. officinalis. De Eurasia, cultivada en todo el mundo.
- Melissa cordifolia Pers., Syn. Pl. 2: 132 (1806).
- Melissa hirsuta Hornem., Hort. Bot. Hafn. 2: 562 (1815).
- Melissa foliosa Opiz ex Rchb., Fl. Germ. Excurs.: 329 (1831).
- Melissa graveolens Host, Fl. Austriac. 2: 128 (1831).
- Melissa taurica Benth., Labiat. Gen. Spec.: 393 (1834).
- Melissa corsica Benth., Labiat. Gen. Spec.: 732 (1835).
- Melissa occidentalis Raf. ex Benth., Labiat. Gen. Spec.: 732 (1835).[7]

## Nombres comunes
- Español: abejera, abeyera, albedarumbre, apiastro, bedarjí, cidronela, cidronella, citraria, hierba cidra, hierba huerto, hierba limonera, hierba luna, hoja de limón, limoncillo, limonera, limonera borde, melisa, melisa oficinal, té de calazo, torojil, torongil, torongil cidrado, torongil de limón, torongilla, torongina, toronja, toronjí, toronjil, toronjil falso, toronjina, verde-limón, yerba cidrera.[8]